# Метод систематичної евристики
Метод систематичної евристики  - один з методів пошуку технічних рішень. 
Метод систематичної евристики призначений для вирішення завдань, для яких відсутні чітка математична постановка або ефективні методи чисельного рішення. Специфіка цих завдань полягає в ієрархічності переробки інформації, диференціюванні інформації процесів, ідентифікуванні елементарних інформаційних операцій. На підставі цього ученим удалося, використовуючи не чисельні методи опису таких операцій, скласти моделі процесу пошуку і переробки інформації у вигляді евристичних програм. Останні являють собою сукупність приписів для орієнтування мислення розробника у певному напрямку залежно від інформаційної ситуації.
Інформаційні завдання в області науки й техніки згруповані у шести стовпцях бібліотеки евристичних програм. Стовпці у свою чергу складаються з клітинок, в яких зібрані програми, що дають можливість проводити обробку інформації залежно від етапу рішення проблеми. Рішення будь-якої задачі в науково-технічній галузі за методом систематичної евристики починається з верхньої програми, яка являє собою загальну схему розв'язання задачі. Залежно від класу завдання визначаються необхідні процеси обробки інформації.
Метод систематичної евристики пропонує близькі до оптимальних стратегію і тактику вирішення творчих завдань на основі останніх досягнень у галузі кібернетики, евристичного програмування, інформатики та психології. Однак метод систематичної евристики не замінює знань розробника, а лише передбачає їх повне і найбільш доцільне використання. Тому необхідний гнучкий підхід до інструментів цього методу.